# Ойнас, Феликс
Феликс Йоханнес Ойнас (6 марта 1911, Юрьев, Российская империя — 25 сентября 2004, Блумингтон, штат Индиана, США) — эстонский и американский фольклорист и лингвист.
В 1938 году окончил Тартуский университет. Позже, с 1935 по 1936 год, учился в Будапештском университете Петера Пазмани и с 1938 по 1940 год преподавал там эстонский язык. В 1949 году эмигрировал в США, где учился в Университете Индианы в городе Блумингтон в 1950—1951 годах и с 1951 года преподавал там же, получив в 1965 году учёное звание профессора.
Сферой его научных интересов были эстонский, финно-угорский (в первую очередь венгерский) и славянский фольклор. Он также считался одним из крупнейших специалистов по финскому эпосу «Калевала». В 1997 году ему был вручён Орден Государственного герба — высшая награда Эстонии. В 1999 году он стал почётным доктором Тартуского университета.
Ойнас умер в 2004 году в Блумингтоне в возрасте 93 лет.